# Шапел де Сирје
Шапел де Сирје (фр. Chapelle-de-Surieu) насеље је и општина у источној Француској у региону Рона-Алпи, у департману Изер која припада префектури Вјен.
По подацима из 2011. године у општини је живело 699 становника, а густина насељености је износила 62,3 становника/km². Општина се простире на површини од 11,22 km². Налази се на средњој надморској висини од 280 метара (максималној 407 m, а минималној 252 m).

## Демографија
| 1962. | 1968. | 1975. | 1982. | 1990. | 1999. | 2011. |
| ----- | ----- | ----- | ----- | ----- | ----- | ----- |
| 328   | 345   | 289   | 326   | 409   | 477   | 699   |

График промене броја становника у току последњих година